# War at the Warfield
War at the Warfield es un vídeo doméstico de Slayer lanzado en 2003 por American Recordings. Filmado en el Warfield Theatre en San Francisco, California el 7 de diciembre de 2001.

## Lista de canciones
1. "Disciple"
2. "War ensemble"
3. "Stain of mind"
4. "New faith"
5. "Postmortem"
6. "Raining blood"
7. "Hell awaits"
8. "Here comes the pain"
9. "Die by the sword"
10. "Dittohead"
11. "Bloodline"
12. "God send death"
13. "Dead skin mask"
14. "Seasons in the abyss"
15. "Captor of sin"
16. "Mandatory suicide"
17. "Chemical warfare"
18. "South of heaven"
19. "Angel of death"
20. "Bonus material"

## Integrantes
- Tom Araya - voz, bajo
- Jeff Hanneman - guitarra
- Kerry King - guitarra
- Paul Bostaph - batería

### Producción
- Gabe López - Cámara
- David Anthony - Productor, diseño
- Anthony Bongiovi - Director, edición, cámara
- Scott Carroll - Operador de cinta
- Robert Cohen - Edición, cámara
- Matt Hyde - Mezcla
- Bob Skye - Ingeniero
- Thomas Scott - Asistente de producción
- Jim Henderson - Reprocesamiento
- Mark Weiss - Fotografía
- Dino Paredes - Productor ejecutivo
- Eric Braverman - Productor, productor ejecutivo
- Matthew Thayer - Cámara
- Nick John - Productor ejecutivo
- Tom Hutten - Productor, Diseño
- Rick Sales - Productor ejecutivo
- Vincenzo Amato - Asistente de producción
- Jeff Fura - Coordinación de producción
- James C. Moore - Productor, diseño
- Tony Leone - Productor, diseño
- Jessica Jenkins - Productor